# Germanes de Santa Maria Magdalena Postel
Les Germanes de Santa Maria Magdalena Postel (en llatí Sorores Mariae Magdalenae Postel) són un institut religiós femení, una congregació religiosa dedicada a l'ensenyament, els membres de la qual posposen al seu nom les sigles S.M.M.P. El 1920 es dividí en dues branques autònomes, una a Alemanya i l'altra a França.
La congregació fou fundada a Cherbourg el 8 de setembre de 1807 per Marie-Madeleine Postel. Havia obert al seu poble, Barfleur (Manche, Normandia), abans de la Revolució Francesa, una escola per a l'educació de noies pobres, i n'obrí més en la regió a partir de 1801. Per a atendre-les, va pensar de fer una congregació seguint el model dels Germans de les Escoles Cristianes de La Salle, a la que donà el nom de Germanes de les Escoles Cristianes de la Misericòrdia (en llatí, Institutum Sororum Scholarum Christianorum a Misericordia). Fou aprovada pel bisbe de Coutances Claude-Louis Rousseau.
El 1832, Postel va adquirir l'antiga abadia benedictina de Saint-Sauveur-le-Vicomte, abandonada, i hi establí la casa mare de l'institut. Rebé el decretum laudis pontifici el 29 d'agost de 1859 i les constitucions foren aprovades el 1901. El 1920, a conseqüència de la Primera Guerra Mundial, les cases establertes a Alemanya se separaren de la congregació, i van crear una branca autònoma de l'institut: les Schwestern der hl. Maria Magdalena Postel.
L'objectiu de la congregació és l'educació cristiana dels joves i la cura de malalts, també a domicili. Les germanes de la branca francesa tenen 57 cases amb 358 germanes (el 2005). Són a França, Itàlia, Irlanda, Països Baixos, Regne Unit, Congo, Costa d'Ivori, Índia i Indonèsia. La seu general és a Saint-Sauveur-le-Vicomte. Les de la branca alemanya són a 69 cases amb 422 germanes, a Alemanya, Romania, Moçambic, Bolívia i Brasil. La seu general és a Heilbad Heiligenstadt (Turíngia).